# 志鳥町 (栃木市)
志鳥町（しとりまち）は、栃木県栃木市の地名。郵便番号は328-0064。 
　

## 地理
皆川地区南部に位置し、西は小野口町、南は大平町西山田、北は皆川城内町と接している。

### 山岳
- 晃石山

## 世帯数と人口
2017年（平成29年）8月31日現在の世帯数と人口は以下の通りである。
| 町丁   | 世帯数 | 人口  |
| ------ | ------ | ----- |
| 志鳥町 | 50世帯 | 178人 |

## 施設
- 大平台カントリークラブ

## 小・中学校の学区
市立小・中学校に通う場合、学区は以下の通りとなる。
| 番地 | 小学校                 | 中学校             |
| ---- | ---------------------- | ------------------ |
| 全域 | 栃木市立皆川城東小学校 | 栃木市立皆川中学校 |